# Pleolophus
Pleolophus is een geslacht van insecten uit de orde vliesvleugeligen (Hymenoptera) en de familie Ichneumonidae.

## Soorten
- P. annulosus Townes, 1962
- P. astrictus Townes, 1962
- P. atrijuglans Luo & Qin, 1993
- P. basizonus (Gravenhorst, 1829)
- P. beijingensis Luo & Qin, 1995
- P. borrori Townes, 1962
- P. brachypterus (Gravenhorst, 1815)
- P. cerinostomus (Gravenhorst, 1829)
- P. clypealis Townes, 1962
- P. contractus Townes, 1962
- P. coriaceus Townes, 1962
- P. funereoides (Uchida, 1952)
- P. furvus Townes, 1962
- P. grossus Townes, 1962
- P. hetaohei Luo & Qin, 1995
- P. indistinctus (Provancher, 1886)
- P. isomorphus (Schmiedeknecht, 1932)
- P. jakimavichiusi Jonaitis, 1981
- P. lapponicus (Thomson, 1883)
- P. larvatus (Gravenhorst, 1829)
- P. micropterus (Gravenhorst, 1815)
- P. nigribasis Townes, 1962
- P. perversus (Kriechbaumer, 1893)
- P. pilatus Townes, 1962
- P. rubrocinctus (Provancher, 1874)
- P. sapporensis (Uchida, 1930)
- P. secernendus (Schmiedeknecht, 1905)
- P. sericans (Gravenhorst, 1829)
- P. setiferae (Uchida, 1936)
- P. subterminatus Jonaitis, 1981
- P. suigensis (Uchida, 1930)
- P. vestigialis (Forster, 1850)